# Arcoíris (pintura de Aivazovski)
Arcoíris (en ruso: Радуга, romanizado: Ráduga) es la pintura del pintor marino armenio Iván Aivazovski. Esta obra fue pintada por el autor en 1873 y conservada en Galería Tretiakov en Moscú, Rusia. El cuadro «Arcoíris» es una de las pocas obras de Aivazovski que Pável Tretiakov adquirió para su colección. 

## Descripción
Lleno de dramatismo, el cuadro «Arcoíris» es uno de los más famosos de la obra de Aivazovski. Realizado en el espíritu del romanticismo, está dedicado al tema del enfrentamiento del héroe con la naturaleza todopoderosa que le desafía. El paisaje está lleno de profundos significados filosóficos: plantea eternas preguntas sobre el destino del hombre, los límites del valor y la fuerza de voluntad. Un barco atrapado en una terrible tormenta se encuentra en apuros cerca de las inexpugnables costas montañosas. En la lucha por la vida, los marineros lanzan botes; uno ya se acerca a las rocas, el otro, a lo lejos, acaba de equiparse. El mar embravecido, la espuma y el rocío que se desprenden de las crestas de las olas, la niebla y la fina llovizna se funden en un solo conjunto, personificando la furia de los elementos. Las complejas relaciones cromáticas y las transiciones tonales del color de las olas de turquesa transparente a rosa ceniza y blanco en sus crestas-se transmiten con maestría. El mar de pintura parece hervir y espumar. Al contemplar el cuadro, uno se pregunta si los valientes marineros serán capaces de salvarse. El título original del paisaje, «Amanecer en el Mar Negro», aclara al espectador la intención del autor. La suave iluminación difusa del nuevo día y, sobre todo, el arcoíris que aparece sobre el bote inspiran esperanza en la salvación y en el rápido final de la tormenta.

## Colores
La gama de colores del cuadro era completamente nueva en la pintura de Rusia de la década de 1870. El primer plano se distingue del fondo por el color y la emoción. La tensión se sustituye gradualmente por tonos luminosos de azul, verde, violeta y rosa. El flujo de luz solar cae en forma de arco iris sobre el agua, que adquiere tonalidades multicolores.